# كاميرا (فلم)
هو فلم بحريني من سيناريو الكاتب البحريني يوسف الحمدان وتصوير وإخراج الفنان البحريني محمد جناحي ومدته 30 دقيقة إنتاج 2000 من بطولة حسين المبشر، مصطفى رشيد، سوسن البوسطة، مها الصالحي، حنين البوسطة، نجية زينل، منير سيف، حسين الحليبي، أحمد البوسطة، نادر عبد العال، أحمد الفردان، محمد القاضي، عبد العزيز عبد الحميد، باسل حسين, كما مثل فيه الأطفال فياض الموسوي، فهد البوسطة، علي الموسوي، عبير جناحي، سندس البوسطة. يتكلم عن شاب مراهق مولع بالتصوير منذ طفولته، الأمر الذي يدفعه لأن يسرق كاميرا فيديو بعد أن سرق كاميرا فوتغرافية في طفولته لكي يشبع رغبته التي حرمه منها والده ومن خلال عدسة الكاميرا يتعرف الشاب على المجتمع وعلى بيئته عن قرب.